# Erik Pfeifer
Erik Pfeifer est un boxeur allemand né le 22 janvier 1987 à Asbest.

## Carrière
Sa carrière amateur est marquée par une médaille de bronze aux championnats du monde de Bakou en 2011 dans la catégorie super-lourds.

### Jeux olympiques
- Qualifié pour les Jeux de 2012 à Londres, Angleterre

### Championnats du monde de boxe amateur
- Médaille de bronze en +91 kg en 2011 à Bakou,  Azerbaïdjan

## Référence
1. ↑  (en) Résultats des championnats du monde 2011 (amateur-boxing.strefa.pl)